# 文室布登吉
文室 布登吉（ふんや の ふとき、生没年不明 ）は、奈良時代後期の女官。姓は真人。名は布止伎とも記される。官位は命婦・正五位上。
称徳朝の後期の神護景雲2年（768年）に女孺・無位から従五位下に叙せられている。その後、しばらく記録が途絶えるが、光仁朝で昇進し、宝亀4年（773年）には命婦と称している。

## 官歴
『続日本紀』による。
- 時期不詳：女孺
- 神護景雲2年（768年）10月8日：従五位下
- 時期不詳：命婦
- 宝亀4年（773年）2月1日：正五位下
- 宝亀8年（777年）正月10日：正五位上